# Fabio Chiarodia
Fabio Cristian Chiarodia (* 5. Juni 2005 in Oldenburg, Niedersachsen) ist ein italienisch-deutscher Fußballspieler. Ab der Saison 2023/24 spielt er für den deutschen Bundesligisten Borussia Mönchengladbach. Zudem ist er seit 2019 italienischer Jugendnationalspieler.

## Hintergrund
Die Eltern von Fabio Chiarodia stammen aus Italien. Sein Vater, ein gelernter Schweißer, war 1993 aus Cinto Caomaggiore in der Nähe von Venedig nach Oldenburg in Niedersachsen ausgewandert und unterstützte seinen Schwager in dessen Eiscafé, dessen Mitinhaber er heute ist. Fabio hat eine ältere Schwester und einen älteren Bruder. Sein älterer Bruder Alex (* 2001) ist ebenfalls Fußballspieler und spielte bisher in der viertklassigen Regionalliga Nord und fünftklassigen Oberliga Niedersachsen.

## Karriere

### Verein
Fabio Chiarodia spielte bis 2014 beim VfL Oldenburg und wechselte zur Saison 2014/15 kurz nach seinem 9. Geburtstag in das Nachwuchsleistungszentrum von Werder Bremen. In der Saison 2020/21 spielte Chiarodia mit den B1-Junioren (U17) in der B-Junioren-Bundesliga, jedoch wurde die Saison aufgrund der COVID-19-Pandemie vorzeitig abgebrochen. Bis dahin war er als linker Außenverteidiger gesetzt und schoss in fünf Einsätzen ein Tor.
Obwohl noch für die U17 spielberechtigt, rückte Chiarodia zur Saison 2021/22 zu den A-Junioren (U19) auf. Neben Einsätzen in der A-Junioren-Bundesliga als Innenverteidiger trainierte er unter Markus Anfang mit der Profimannschaft. Anfang Oktober 2021 verlängerte Chiarodia seinen Vertrag langfristig und wurde fester Bestandteil des Profikaders. Am 10. Dezember debütierte er unter Anfangs Nachfolger Ole Werner im Alter von 16 Jahre und 188 Tagen in der 2. Bundesliga, als er bei einem 3:2-Sieg gegen den SSV Jahn Regensburg in der Nachspielzeit eingewechselt wurde und hinter Efe-Kaan Sihlaroğlu zum bis dahin zweitjüngsten Spieler der Ligageschichte sowie zum jüngsten Spieler der Vereinsgeschichte wurde. Bis zum Saisonende stand er noch in einigen Spielen im Spieltagskader, kam aber nicht zum Einsatz. Die Profis schafften den direkten Wiederaufstieg in die Bundesliga. Chiarodia kam daneben noch einige Male in der U19 und einmal für die zweite Mannschaft in der viertklassigen Regionalliga Nord zum Einsatz.
Am 22. Oktober 2022 debütierte Chiarodia im Alter von 17 Jahren und 140 Tagen in der Fußball-Bundesliga 2022/23 bei der Partie des SV Werder Bremen gegen den SC Freiburg, als er in der 88. Spielminute für Lee Buchanan eingewechselt wurde, und wurde damit zum jüngsten Bundesliga-Spieler der Geschichte des SV Werder Bremen. Mit 17 Jahren und 285 Tagen sicherte er sich am 17. März 2023 gegen Borussia Mönchengladbach auch noch den Rekord als jüngster Startelf-Debütant.
Zur Saison 2023/24 wechselte Chiarodia innerhalb der Bundesliga zu Borussia Mönchengladbach. Er unterschrieb einen Vertrag bis zum 30. Juni 2027.

### Nationalmannschaft
Chiarodia absolvierte im November 2019 drei Einsätze für die italienische U15-Nationalmannschaft. Seit August 2021 war er in der U17-Auswahl aktiv. Mit ihr nahm er an der U17-Europameisterschaft 2022 teil. Im August 2022 debütierte Chiarodia in der U19-Nationalmannschaft. Mit ihr nahm er an der U19-Europameisterschaft 2023 teil. Beim Titelgewinn kam er im letzten Gruppenspiel über die volle Spielzeit zum Einsatz und war ansonsten Reservist.

## Erfolge
- Aufstieg in die Bundesliga: 2022
- U19-Europameister: 2023